# Ernie Tapai
Ernie Tapai (Subotica, Yugoslavia, 14 de febrero de 1967) es un exfutbolista y entrenador de fútbol de Australia nacido en Yugoslavia que jugaba en la posición de centrocampista.

## Carrera

### Club
| Periodo   | Club                  |
| --------- | --------------------- |
| 1985-1989 | Footscray JUST        |
| 1989-1990 | Sunshine George Cross |
| 1990-1992 | Adelaide City FC      |
| 1992-1993 | Stoke City FC         |
| 1993–1994 | GD Estoril Praia      |
| 1994–1996 | Morwell Falcons       |
| 1996–1997 | Collingwood Warriors  |
| 1997–1998 | Perth Glory           |
| 1999–2000 | Home United FC        |
| 2001      | Clementi Khalsa       |
| 2002      | Westgate FC           |

### Selección nacional
Integró la selección de fútbol sala de Australia que participó de la Copa Mundial de 1989.
Jugó para Australia en 37 ocasiones de 1986 a 1998 y anotó seis goles; participó en dos ediciones de la Copa de las Naciones de la OFC donde salió campeón en 1996; además de ser finalista en la Copa FIFA Confederaciones 1997.
| N.º | Fecha      | Sede                                       | Rival         | Marcador | Resultado | Torneo                                               |
| --- | ---------- | ------------------------------------------ | ------------- | -------- | --------- | ---------------------------------------------------- |
| 1   | 8-7-1992   | Hindmarsh Stadium, Adelaida, Australia     | Croacia       | 1–0      | 3–1       | Amistoso                                             |
| 2   | 27-10-1996 | Olympic Stadium, Papeete, Tahití           | Tahití        | 1–0      | 6–0       | Copa de las Naciones de la OFC 1996                  |
| 3   | 11-6-1997  | Parramatta Stadium, Sídney, Australia      | Islas Salomón | 8–0      | 13–0      | Clasificación para la Copa Mundial de Fútbol de 1998 |
| 4   | 17-6-1997  | Parramatta Stadium, Sídney, Australia      | Islas Salomón | 4–0      | 6–2       | Clasificación para la Copa Mundial de Fútbol de 1998 |
| 5   | 17-6-1997  | Parramatta Stadium, Sídney, Australia      | Islas Salomón | 5–0      | 6–2       | Clasificación para la Copa Mundial de Fútbol de 1998 |
| 6   | 11-2-1998  | Sydney Football Stadium, Sídney, Australia | Corea del Sur | 1–0      | 1–0       | Amistoso                                             |

### Entrenador
| Periodo | Club     |
| ------- | -------- |
| 2007    | Corio FC |

## Logros
- Copa de las Naciones de la OFC (1): 1996